# Моисеев, Юрий Алексеевич
Ю́рий Алексе́евич Моисе́ев (15 декабря 1960 года, Сталиногорск, Тульская область, СССР) — советский и российский футболист, нападающий.

## Биография
Футбольную карьеру начинал в родном Новомосковске. 19 июля 1979 года забил тысячный гол новомосковского «Химика» в чемпионатах страны (в ворота махачкалинского «Динамо»).
До 1992 года выступал в низших лигах. В высшей лиге играл за ярославский «Шинник», «Океан» из Находки и нижегородский «Локомотив».
Гол Юрия Моисеева в ворота волгоградского «Ротора» стал первым голом чемпионата-1993. Ещё один из мячей того сезона форвард «Океана» забил на 19-й секунде золотого матча московского «Спартака» в «Лужниках» (1:1).
В начале сезона-2005 возглавлял новомосковский «Дон».
Окончил Новомосковский институт РХТУ и Высшую школу тренеров.

## Достижения
- Победитель третьей зоны Третьей лиги ПФЛ: 1995